# Pedro Ortiz (-1548)
Pedro Ortiz (Villarobledo, siglo XV-Alcalá de Henares, 1548) fue un eclesiástico español, conocido por su papel en Roma y en relación a la Compañía de Jesús.

## Biografía
Nació en la localidad de Villarobledo, en la actual provincia de Albacete, en el seno de una familia noble. Tuvo al menos otros dos hermanos:
- Blas Ortiz, humanista que llegó a ser secretario y capellán privado de Adriano VI.
- Francisco Ortiz, fraile.

Estudió Derecho en la Universidad de Alcalá de Henares, al igual que su hermano Blas Ortiz. Participó como teólogo en las Dietas de Worms (1521) y de Espira (1529).
Posteriormente pasó a la Universidad de París, llegando a ser catedrático de Teología. Fue en esta universidad donde coincidió con Ignacio de Loyola.
Hacia 1530-32 fue enviado a Roma por Carlos I para que defendiera los intereses de su tía Catalina de Aragón ante las solicitudes de nulidad de Enrique VIII. Llegó a ser loado por Paulo III en un breve de 18 de enero de 1532.
Durante la estancia de Loyola y sus compañeros en Roma en 1537, a pesar de haber tenido ciertas diferencias iniciales de opinión con Loyola en París, Pedro Ortiz fue uno de sus mayores valedores, así sirvió de introductor de este grupo tanto ante Paulo III, como ante diversos personajes de la Roma de la época.En el caso de Paulo III, fueron recibidos el 3 de abril de 1537.
Tras la instalación definitiva de Ignacio y sus compañeros en Roma en noviembre de 1537, en abril del año siguiente y hasta noviembre pasaron a vivir en la casa que habitaba  Pedro Ortiz, cerca del Ponte Sisto. Hasta entonces los jesuitas habían vivido en una pequeña casucha en una viña propiedad de Quirino Garzoni. También en la Cuaresma de ese año de 1538 realizó los Ejercicios Espirituales junto con Ignacio de Loyola en la abadía de Montecasino.
Murió en Alcalá de Henares en 1548.